# Falls Apart
Falls Apart е първият сингъл от албума на Thousand Foot Krutch The Flame In All Of Us. Достига #33 в класациите за Mainstream Rock, както и #4 в ChristianRock.net.